# Браво
«Браво» — советская и российская поп-рок-группа из Москвы, образованная гитаристом Евгением Хавтаном в сентябре 1983 года. Название придумала солистка Жанна Агузарова. Музыкальный стиль группы — рокабилли с элементами рок-н-ролла, «новой волны», твиста и регги. Визитной карточкой группы стала композиция «Жёлтые ботинки» (1984).
Композитор и бессменный лидер группы — Евгений Хавтан. Состав коллектива неоднократно менялся. В качестве солистов в группе принимали участие Жанна Агузарова, Сергей Рыженко, Анна Салмина, Татьяна Рузаева, Евгений Осин, Ирина Епифанова, Валерий Сюткин, Роберт Ленц и Евгений Хавтан.
В разное время авторами текстов группы значились Уильям Джей Смит, Жанна Агузарова, Гарик Сукачёв, Саша Чёрный, Арсений Тарковский, Александр Олейник, Карен Кавалерян, Глеб Ильюша (группа «Гитары Stereo»), Вадим Степанцов (группа «Бахыт-компот»), Дмитрий «Сид» Спирин (группа «Тараканы!»), Валерий Жуков (группа «Жуки»), Анжей Захарищев фон Брауш (группа «Оберманекен»), Олег Чилап (группа «Оптимальный вариант») и другие.
Ансамбль стал лауреатом музыкальных рок-фестивалей «Рок-панорама-86» и «Литуаника-86». В декабре 1987 года фирма «Мелодия» выпустила грампластинку «Ансамбль „Браво“», которая разошлась тиражом в пять миллионов экземпляров.

## История

### Период Агузаровой (1983—1988)

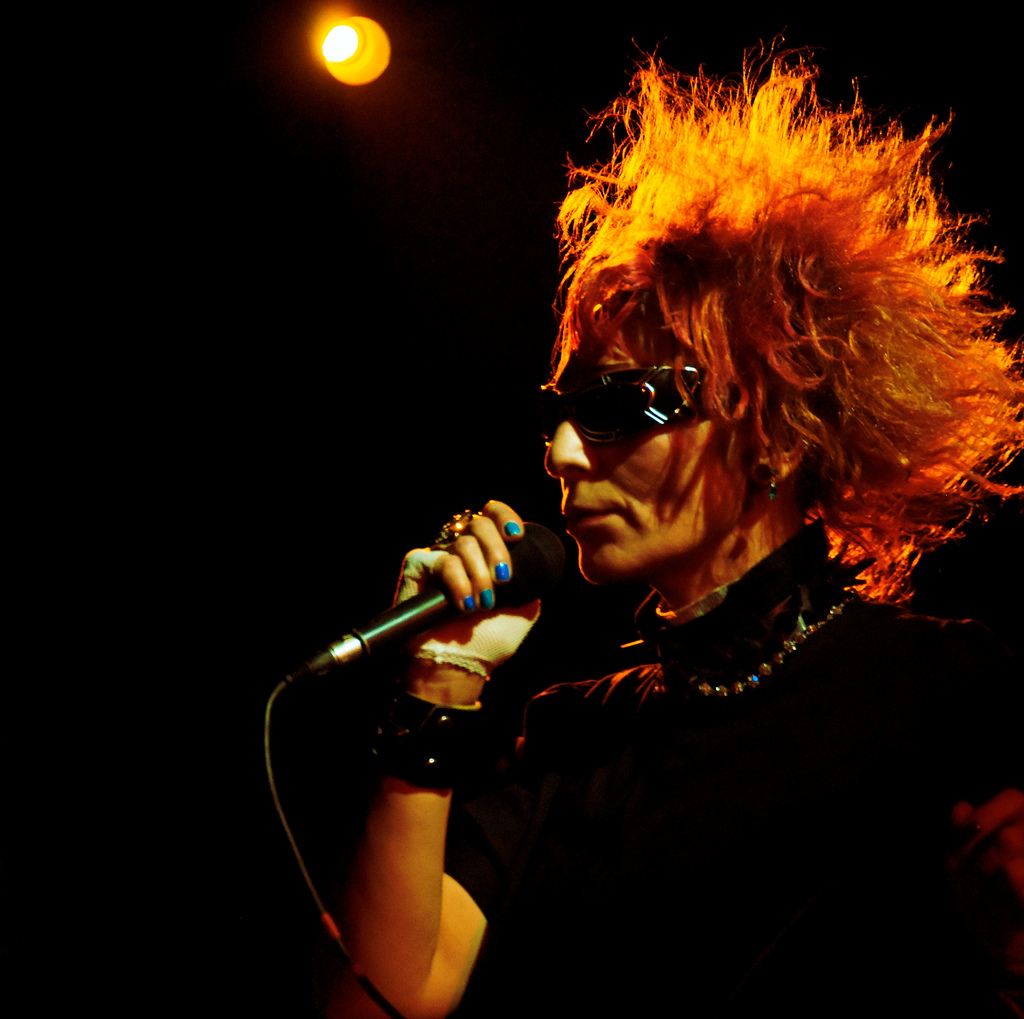
Жанна Агузарова

Поп-рок-группа «Браво» была набрана в сентябре 1983 года экс-гитаристом ВИА «Редкая птица» Евгением Хавтаном. Хавтан собрал собственную группу из никому ранее неизвестных молодых исполнителей: Андрей Конусов (бас), Павел Кузин (ударные), Александр Степаненко (саксофон, орган), Ивона Андерс (псевдоним Жанны Агузаровой) (соло-вокал). Название группы придумала солистка Агузарова. Первые репетиции прошли в сентябре, а первые выступления состоялись в конце ноября. Коллектив отличался от остальных внешним образом, женским вокалом и стилевой направленностью. Дебютное выступление группы состоялось в диско-кафе в пристройке олимпийского велодрома «Крылатское» 23 декабря. По мнению музыкального критика Артемия Троицкого, «Браво» покорили Москву за одну ночь. Следующее выступление состоялось 28 января 1984 года в актовом зале московской спецшколы № 30, где также участвовали «Звуки Му» (дебют группы), «Центр», Владимир Рацкевич, Сергей Рыженко и Виктор Цой.
В феврале 1984 года музыканты собрались в студии для записи дебютного магнитоальбома. Сессия происходила на репетиционной базе в Доме культуры «Мосэнерготехпром» в отдалённом московском районе Бескудниково. Материал был записан на два полупрофессиональных магнитофона и состоял из шести композиций, записанных в стиле «новая волна», твист и регги: «Кошки» (текст: Уильям Джей Смит), «Жёлтые ботинки» (текст: Жанна Агузарова), «Верю я» (текст: Гарик Сукачёв), «Медицинский институт» (текст: Саша Чёрный), «Звёздный каталог» (текст: Арсений Тарковский), «Як» (текст: Уильям Джей Смит). В начале марта группа была приглашена на съёмки ленинградским телевидением. Это был теледебют «Браво» в главной дискотеке города «Невские звёзды», на которой Агузарова исполнила песню «Верю я».
18 марта 1984 года концерт группы в ДК «Мосэнерготехпром» был сорван. Организаторов и участников нелегального концерта задержала милиция и заставила писать объяснительные, так как проведение неофициальных концертов за деньги являлось незаконным предпринимательством. Дело закрыли, аппаратуру группе вернули, а певицу приговорили к ссылке на полтора года в «Тюменский леспромхоз» за подделку документов, поскольку её паспорт был выписан на имя «Ивоны Андерс», под которым она выступала. В период отсутствия Агузаровой группа продолжала репетиции, но вскоре музыканты стали покидать команду: бас-гитарист Конусов ушёл в «Карнавал», вместо него в «Браво» пришёл Тимур Муртузаев. Саксофонист Степаненко был приглашён Владимиром Кузьминым в группу «Динамик», а на его место был взят Игорь Андреев. Вместо Агузаровой, писавшей письма с просьбами её дождаться, пел Сергей Рыженко. Дебют ансамбля в новом составе состоялся на дне рождения у Александра Липницкого, который отмечался на его даче 8 июля.
Летом 1985 года Агузарова вернулась из тайги, поступила в музыкальное училище и продолжила петь с «Браво». С возвращением Жанны группе удалось добиться легального статуса и вступить в «Московскую рок-лабораторию». В конце года был выпущен второй магнитоальбом, который состоял из семи песен: «Открытие» (текст: Жанна Агузарова), «Чудесная страна» (текст: Алексей Понизовский), «Ленинградский рок-н-ролл» (текст: Жанна Агузарова), «Марсианка» (текст: Карен Кавалерьян), «Пиранья» (текст: Александр Олейник), «Синеглазый мальчик» (текст: Вадим Степанцов), «Чёрный кот» (текст: Михаил Танич).
10 января 1986 года группа выступила на первом фестивале «Московской рок-лаборатории» под названием «Рок-ёлка». Благодаря знакомству с Аллой Пугачёвой «Браво» пригласили в ленинградскую телепередачу «Музыкальный ринг» в начале марта, но из-за цензуры, требовавшей внесения существенных правок, передача вышла в эфир лишь 12 мая. Весной Валерий Гольденберг пригласил «Браво» на работу в Московскую областную филармонию для участия в западных рок-фестивалях. 4 мая группа получила приз зрительских симпатий на фестивале «Рок-панорама-86», а 23 мая стала лауреатом на фестивале «Литуаника-86» в Вильнюсе. На «Рок-панораме-86» коллектив выступил с песней «Жёлтые ботинки», которая и стала его визитной карточкой. 30 мая музыканты выступили на одной сцене крытого стадиона спорткомплекса «Олимпийский» с Аллой Пугачёвой, Александром Градским, Владимиром Кузьминым, группами «Автограф» и «Круиз» в концерте «Счёт № 904», сбор от которого пошёл в фонд помощи Чернобылю. Осенью вместо саксофониста Игоря Андреева был взят Фёдор Пономарёв (саксофон, клавишные).
В декабре 1987 года фирма «Мелодия» выпустила первый в СССР официальный релиз «Браво» — грампластинку «Ансамбль „Браво“». Материал был записан в студии Александра Кутикова в 1986 году и содержит перезаписанные песни из двух первых магнитоальбомов, а также несколько новых номеров: «Розы» (текст: Вадим Степанцов) и «Старый отель» (текст: Карен Кавалерьян). Пластинка разошлась тиражом в пять миллионов экземпляров. После его выхода музыкантами заинтересовались в Финляндии. В 1988 году в процессе гастролей фирма звукозаписи Polarvox перевыпустила дебютную пластинку группы для финского рынка. Финская пластинка отличалась не только названием — Bravo, но и другим сведением песен.

### Переходный период (1988—1990)
К этому времени[уточнить] у музыкантов испортились отношения с Агузаровой, предпочитавшей оставаться в андеграунде. Скандалы закончились уходом вокалистки. На её место пришла Анна Салмина, спевшая шлягер «Король Оранжевое лето», на которую был снят видеоклип, показанный по Центральному телевидению в программе «В субботу вечером». Песня по опросу «Звуковой дорожки» «МК» стала самой популярной композицией 1986 года. После Салминой в группе недолго проработала Татьяна Рузаева, а потом — снова Агузарова. В декабре 1988 года Агузарова окончательно покинула коллектив, чтобы начать сольную карьеру. «Браво» устроило прослушивание новых вокалистов, в числе которых были Роберт Ленц и Евгений Осин, последний из которых приходил на каждую репетицию, умоляя взять его кем угодно — барабанщиком, гитаристом, техником. В 1989 году Осин был взят в группу, коллектив записал с ним альбом «Скажем мы друг другу «Браво!»», который распространялся только на магнитоиздатовских бобинах и кассетах. Сам альбом будет официально издан только в 2021 году, уже после смерти Осина. Несмотря на это, песни «Мне грустно и легко» и «Добрый вечер, Москва!» стали всенародно известными. На фестивале в Дании «Браво» выступает вместе с Duran Duran.
Однако новый виток популярности стал и началом осложнений взаимоотношений Осина с музыкантами группы. Финальной точкой его пребывания в составе стал инцидент, когда ведущий рубрики «Звуковая дорожка» газеты «Московский комсомолец» Дмитрий Шавырин указал, что «Браво» не будет выступать на очередном фестивале, проводимом редакцией рубрики, по той причине, что тогдашний директор группы Андрей Агапов лишил фанатов встречи с любимцами в погоне за «длинным рублём». На самом деле группа не смогла поучаствовать в фестивале из-за гастролей по Прибалтике. По окончании турне Осин со скандалом покинул коллектив. Вместе с ним из состава вышел барабанщик Павел Кузин.
В начале 1990 года в группу пришла Ирина Епифанова, которая записала с ней две песни: «Джамайку» (на итальянском языке) и «Красный свет». Этот период был запечатлён в одном из выпусков телепередачи «Брэйн-ринг», а именно на съёмках полуфинала первого сезона, где группа исполнила две эти песни. Вскоре, однако, Ирина покинула состав ради сольной карьеры, и уже в августе приняла участие в музыкальном фестивале «Ялта-90», где заняла III место.

### Период Сюткина (1990—1995)
«[Старое] „Браво“ представляло собой ска, эпатаж и рок-н-ролл. Я трезво оценил свои силы и сказал: я так эпатировать не смогу. Я бы сделал смесь всех лучших рок-н-ролльщиков, но поженил это с советской песней 1960-х годов»

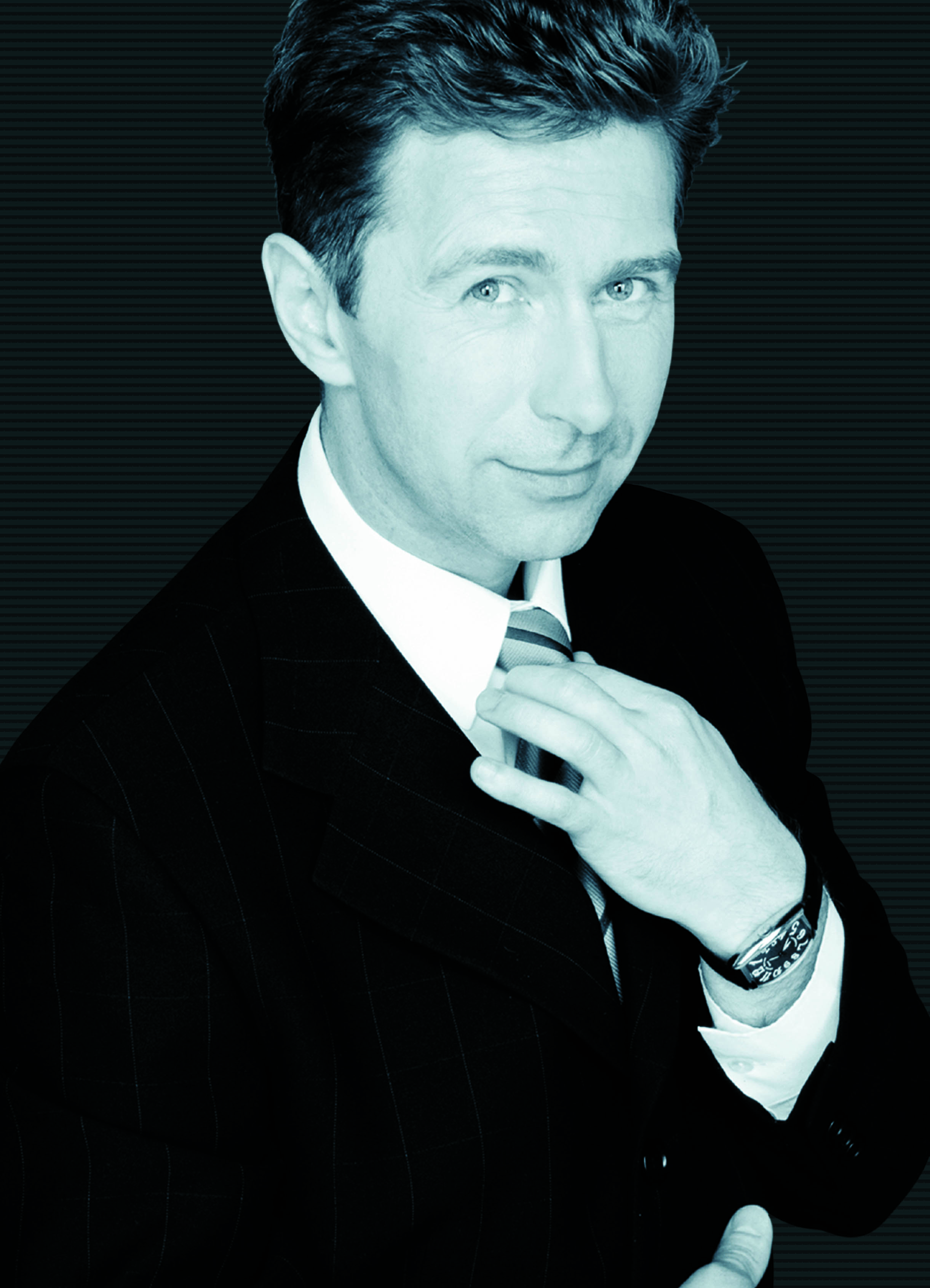
Валерий Сюткин

После долгих исканий в 1990 году «Браво» наконец нашла постоянного вокалиста — им стал Валерий Сюткин, ранее игравший в составе групп «Телефон», «Зодчие» и «Фэн-о-мэн». Поначалу в группе возникли разногласия по поводу его причёски. У Сюткина была внушительная шевелюра, которая не вписывалась в имидж стиляг. После продолжительных прений Валерий все же согласился скорректировать свою прическу и подогнал её под стандарты рок-н-ролла. Оригинальную прическу Сюткина можно увидеть при просмотре сборного клипа звезд советской эстрады «Замыкая круг», а также самого первого клипа обновлённого состава «Браво» на песню «Вася», снятого специально для советской телепередачи «Утренняя почта», в которой должна была состояться презентация нового состава и нового материала. 25 августа 1990 дебютировал новый состав группы: Е. Хавтан — гитара; В. Сюткин — вокал, гитара, перкуссия; И. Данилкин — ударные; С. Лапин — бас; А. Иванов — саксофон; С. Бушкевич — труба. В таком составе группа записала свои наиболее известные альбомы: «Стиляги из Москвы» и «Московский бит».
Песня «Вася» стала первым совместным произведением Хавтана и Сюткина и дала старт очередному витку популярности «Браво». Началось с того, что Хавтан наиграл Сюткину музыкальную заготовку и попросил того сочинить какой-нибудь текст про стилягу. Певец тут же придумал сюжет о неком мачо, который известен всей Москве своей крутизной и неотразимостью. Загвоздка возникла только тогда, когда персонажу надо было выбрать имя. Поначалу Хавтан настаивал, что имя должно быть вычурным (стиляги очень это любили) — например, Эдик. Но Сюткин, напротив, посчитал, что гораздо прикольнее сыграть на контрасте — пусть супер-пупер-мэн именуется предельно просто. Тут басист Сергей Лапин и ляпнул: «А что если — Вася?». «Только не это!» — взмолился Хавтан, но его таки убедили. Песня стала лауреатом Песни-91.
Материал альбома «Стиляги из Москвы» был комбинированным: часть песен («Вася», «Держись, пижон!», «Девчонка шестнадцати лет») была написана в новом творческом соавторстве Сюткина и Хавтана. Вместе с собой Сюткин также принёс в коллектив композицию собственного сочинения «Я то, что надо». Трек был включен в альбом наряду с инструментальной композицией «На танцплощадке» (также за авторством Хавтана). Остальной материал альбома был записан ранее и исполнялся предыдущими вокалистами. В альбоме по-новому зазвучали песни «Король Оранжевое лето», «Мне грустно и легко», записанные в соавторстве Хавтана и лидера группы «Бахыт-Компот» Вадима Степанцова. Также в альбоме присутствуют песня «Звёздный шейк» на стихи Евгения Осина, а также «Скорый поезд» Александра Олейника, музыку к которым написал Хавтан. Помимо этого, в сборник была включена кавер-версия знаменитого советского шлягера 1960-х «Чёрный кот», спетая Валерием Сюткиным. Новая фонограмма к старым трекам не переписывалась, было произведено наложение вокальных партий Сюткина на уже готовый материал. Сборник вышел в 1990 году.
В октябре 1992 года вышел альбом «Московский бит», явившийся результатом двухлетней работы; все композиции на нём были написаны в тандеме Хавтана и Сюткина. Концепция звучания новых альбомов несколько отличалась от предыдущих работ; если до этого часто использовались мелодичные гитарные проигрыши и эксперименты с синтезатором вкупе с красивым и мелодичным женским вокалом, то новый звук изменился в сторону классического рок-н-ролла, образцами для которого служил преимущественно классический американский рок-н-ролльный саунд 1950—1960-х годов. Особенно ярким примером служит альбом «Московский бит», состоящий с одной стороны из лёгких и изящных композиций, («Лунатик», «Как жаль», «Вот и всё»), а с другой — из зажигательных танцевальных мелодий («Заполярный твист», «Космический рок-н-ролл»), что, в свою очередь, полностью отвечало как духу, так и звуку классических шейка, буги и фокстрота.
После того как место у микрофона занял Сюткин, у группы начинается второй виток популярности. Если первая волна успеха была связана преимущественно с романтическими андеграундными символами и эстетикой, то новый имидж был сосредоточен полностью на атрибутике стиляг. Ключевым фетишем сюткинского периода становится галстук. Поклонники на концертах заваливают ими участников группы. Сотни галстуков той поры до сих пор хранятся в коллекциях Сюткина и Хавтана (в интервью последний говорил, что все галстуки давно раздал). Появляется отдельная песня — «Стильный оранжевый галстук». Помимо галстука, стиляга должен был носить просторные пиджак и брюки, в которых было бы удобно танцевать, а также носить тёмные очки и разноцветные значки. В целом этот образ был заимствован из ставшего к тому времени уже классикой стереотипа внешнего вида стиляги, предусматривавшего все вышеперечисленные детали.
Обновлённое «Браво» объезжает с гастролями большую часть СНГ. По свидетельству Сюткина, за год «Браво» давало не менее 200 концертов. Пик популярности группы пришёлся на 1990—1994 годы. На телевидении появляются клипы группы, занимающие первые места в хит-парадах; концерт 1992 года в ГЦКЗ "Россия" показывается в Программе «А». Кульминацией второго витка популярности группы становятся юбилейные концерты, посвящённые десятилетию группы, проходившие 1993—1994 годах (Израиль, Москва, Санкт-Петербург). В них после долгого перерыва принимала участие Жанна Агузарова. Таким образом, группы «Браво» 1983 и 1993 годов выступили на одной сцене. Завершались концерты совместным исполнением Агузаровой и Сюткиным песни «Ленинградский рок-н-ролл».
В 1994 году бывшие музыканты «Браво» Денис Мажуков (клавишные), Игорь Данилкин и Дмитрий Гайдуков создают бит-группу «Off Beat». 12 августа 1994 года состоялся дебют коллектива в московском клубе «Алябьев». Тогда же в группу вернулись её сооснователи — Павел Кузин (барабаны, перкуссия) и Александр Степаненко (клавишные, саксофон, флейта, губная гармоника), компанию им составил бас-гитарист из Санкт-Петербурга Дмитрий Ашман. Таким составом группа записывает альбом «Дорога в облака».

### Период Ленца (с 1995 года)

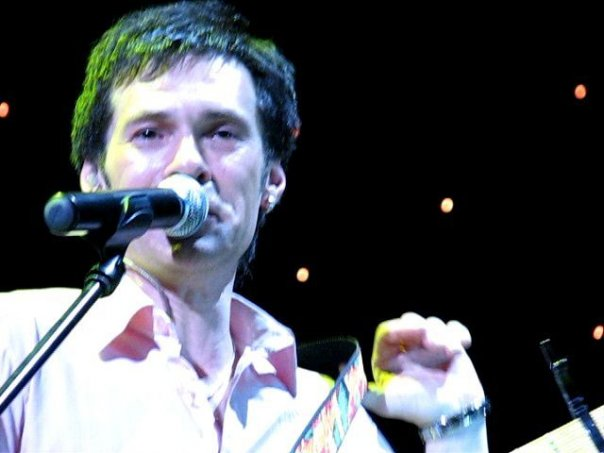
Роберт Ленц

В 1995 году Сюткин покидает «Браво» и начинает успешную сольную карьеру во главе ансамбля «Сюткин и Ко». С ним же группу покидает трубач Сергей Бушкевич.
Имя нового вокалиста скрывалось до окончания записи альбома «На перекрёстках весны» и было оглашено только в 1996 году. Им оказался Роберт Ленц (он же остаётся в этой позиции и до сих пор), уже принимавший участие в 1989 году в кастинге на это место. До прихода в «Браво» Ленц был участником групп «Тихий час» и «MessAge», исполнявших песни на английском языке. В последние годы и сам Евгений Хавтан также стал исполнять песни в качестве вокалиста.
Специально для работы с «Браво» Роберту пришлось переучиваться петь на русском языке.
В декабре 1997 года группа дала концерт в ДК им. Горбунова. В 1998 году группа праздновала 15-летие концертным туром «Бравомания», в котором приняли участие также Сюткин и Агузарова. Тур имел большой успех, однако завершающие концерты были сорваны Агузаровой. В 2004 году группа, отмечая своё 20-летие, снова пригласила своих бывших вокалистов, а также друзей: Илью Лагутенко, Сергея Мазаева, Максима Леонидова, Земфиру, Светлану Сурганову, Билли Новика, Гарика Сукачёва.
В 2008 году в рамках празднования своего 25-летия группа дала серию концертов: 31 октября в Санкт-Петербурге (специальным гостем была Жанна Агузарова), а 12 ноября в Москве, кроме Жанны Агузаровой, был приглашён Юрий Башмет с камерным ансамблем «Солисты Москвы», с которым «Браво» подготовили специальную программу.
В том же году состав был расширен духовой секцией в составе: Олег Кудрявцев (саксофон), Алексей Алексеев (труба), Дмитрий Лазарев (тромбон). Через несколько лет в её же составе появился второй саксофонист Александр Языков. Духовая секция принимает участие как в записи альбомов, так и в гастрольной деятельности группы.
Параллельно с работой в «Браво» Хавтан выпустил несколько альбомов сайд-проектов (рабочее название проекта — «Микки Маус и стилеты»). Его песня «36,6», написанная в соавторстве с Дмитрием «Сидом» Спириным из группы «Тараканы!», возглавляла хит-парад «Чартова Дюжина».
19 сентября 2011 состоялся релиз нового альбома «Мода» (названный в честь одноимённого хита), который критики назвали одной из лучших работ группы.
В ноябре 2013 года в московском клубе Stadium Live прошёл юбилейный концерт, приуроченный к 30-летию группы, который также был воспринят положительно.

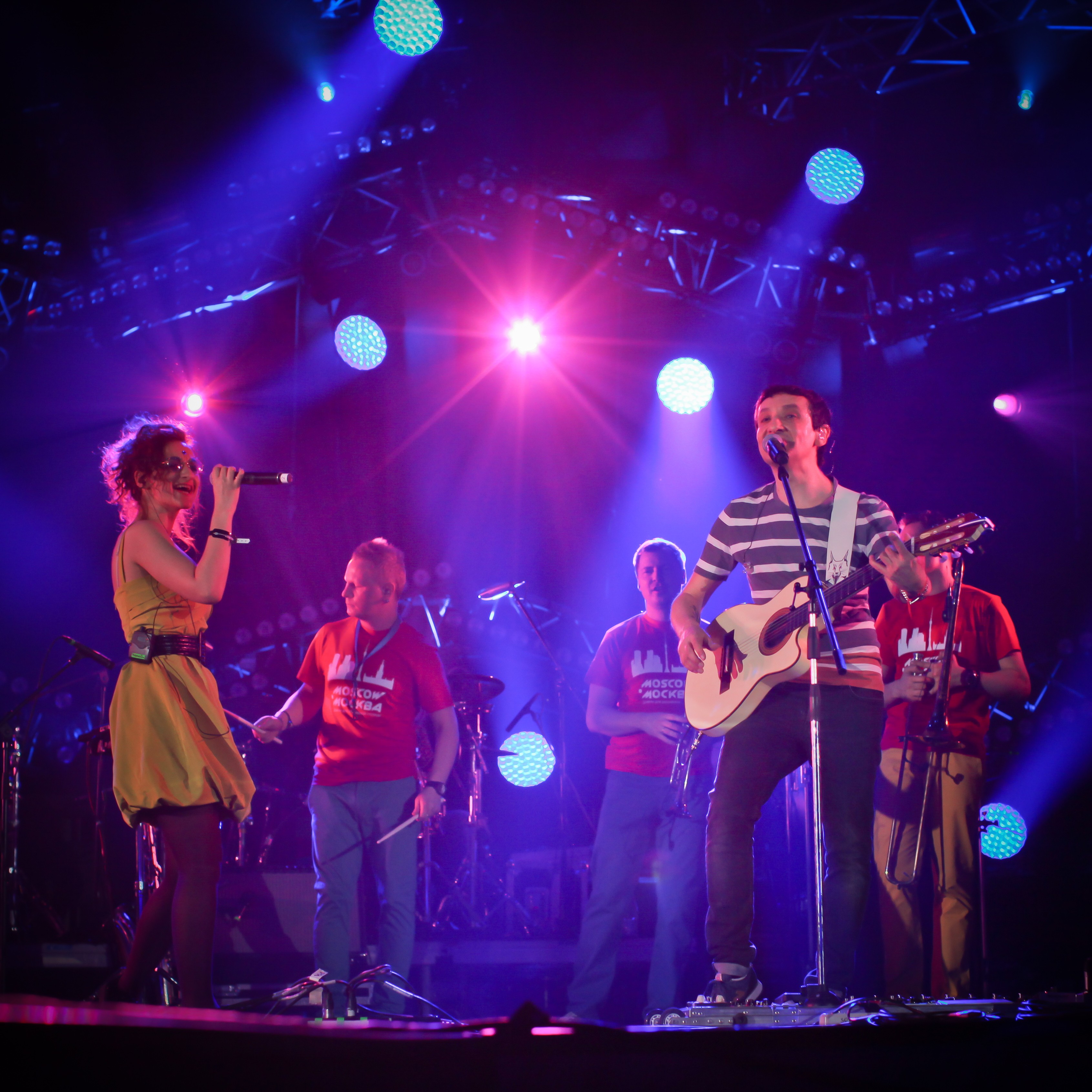
Браво (с Яной Блиндер) на концерте «20 лет Рунету», 2014 год

16 октября 2015 года, в день рождения Евгения Хавтана, состоялся релиз альбома «Навсегда», ранее планируемого к юбилею группы. Особенностью альбома было то, что Евгений Хавтан в этот раз выступал в качестве основного вокалиста, сместив Роберта Ленца на второй план. Также в записи альбома принимали участие Яна Блиндер и Маша Макарова из группы «Маша и медведи».
В 2018 году коллектив выпустил сборник Unrealised (по словам Хавтана — самый «концептуальный» из всех альбомов Браво), в который вошли песни Майка Науменко, «Машины Времени», ВИА «Ариэль», а также планирует юбилейные концерты в Москве и Санкт-Петербурге.
17 ноября 2018 года умер бывший солист группы (1988—1990) Евгений Осин, записавший с группой альбом «Скажем мы друг другу «Браво!»» (1989).
2019 год ознаменовался для группы выходом фильма «БравоStory», в котором своими воспоминаниями делились не только участники группы (в том числе и бывшие), но и музыканты, на которых группа оказала основное влияние — Илья Лагутенко, Андрей Макаревич, Дмитрий Спирин («Тараканы!»), Владимир Котляров («Порнофильмы») и другие.

### Эмиграция Евгения Хавтана (с 2022)
Единственный бессменный участник группы, её лидер и композитор большинства песен Евгений Хавтан осудил вторжение России на Украину сразу после его начала в конце февраля 2022 года; сообщив, что его мать, все её сёстры и брат родились в украинском городе Шаргород Винницкой области. Затем вместе с женой и дочерью переехал в Израиль, обзаведясь жильём в городе Ришон-ле-Цион вблизи Тель-Авива.
30 января 2023 года были анонсированы концерты группы с Хавтаном в Израиле 14—16 февраля в честь 40-летнего юбилея «Браво», летом коллектив вместе с Хавтаном выступили на фестивале «Калининград Сити джаз».
В России ансамбль проводит выступления без своего лидера, таковыми стали концерт 20 мая 2023 года в московском Зелёном театре ВДНХ, и в конце июня 2024 года на мероприятии в честь 440-летия Архангельска. При этом, на август 2024 года согласно официальным интернет-ресурсам группы, Хавтан коллектив не покидал, а 16 октября 2023 года коллектив поздравил его с днём рождения, назвав лидером группы.

## Дискография
| Студийные альбомы 1. 1984 — Браво (первый магнитоальбом) 2. 1985 — Браво (второй магнитоальбом) 3. 1987 — Ансамбль «Браво» 4. 1988 — BRAVO 5. 1989 — Скажем мы друг другу «Браво!» 6. 1990 — Стиляги из Москвы 7. 1993 — Московский бит 8. 1994 — Дорога в облака 9. 1996 — На перекрёстках весны 10. 1998 — Хиты про любовь 11. 2001 — Евгеника 12. 2011 — Мода 13. 2015 — Навсегда Синглы 1. 1989 — «Группа Браво» 2. 1994 — «Дорога в облака» 3. 1995 — «Ветер знает» 4. 1997 — «Серенада 2000» 5. 2001 — «Любовь не горит» 6. 2019 — «Попурри: танцевальные миксы песен группы Браво» Сольные альбомы 1. 2007 — проект Евгения Хавтана «Микки Маус и стилеты» — «Джаз на орбите» (мини-альбом) 2. 2020 — сайд-проект Хавтана Los Havtanos — Иди ко мне | Концертные альбомы 1. 1994 — Live in Moscow 2. 2001 — Живая коллекция 3. 2014 — 30 лет. Концерт в Stadium Live 4. 2015 — Новогодний акустический концерт Сборники 1. 1992 — Группа Браво. — 10. Записи 1983/1984 гг. (неавторизованный сборник, LP, R60 01193) 2. 1993 — Жанна Агузарова и Браво 3. 1995 — Песни разных лет 4. 1999 — Браво, Жанна (ремиксы) 5. 2016 — The Best Of 6. 2004 — Звёздный каталог (трибьют) 7. 2017 — Бравоспектива (2 CD) 8. 2018 — Unrealised 9. 2020 — The Best of Rock’n’Roll 10. 2020 — Браво 1984—1985 (переиздание дебютных магнитоальбомов группы) Видео 1. 1997 — Браво «От А до …» (сборник видеоматериалов) 2. 2011 — «Браво и Евгений Хавтан» (фильм-интервью) 3. 2019 — «Браво Story» (документальный фильм) |

## Состав

### Текущий состав
1. Евгений Хавтан — соло-гитара, вокал, музыка (с 1983, с 2022 в эмиграции)
2. Роберт Ленц — акустическая гитара, электрогитара, укулеле, губная гармоника, бубен, вокал (1995 — наст. время)
3. Александр Степаненко — клавишные, саксофон, флейта, губная гармоника, гитара (lap steel), аккордеон (1983—1985, 1994 — наст. время)
4. Михаил Грачёв — бас-гитара, контрабас (2011 — наст. время)
5. Павел Кузин — ударные, перкуссия (1983—1989, 1994 — наст. время)
6. Рэй Фромета — перкуссия (2018 — наст. время)
7. Алексей Алексеев — труба, флюгельгорн (2008 — наст. время)
8. Дмитрий Лазарев — тромбон, акустическая гитара (2008 — наст. время)
9. Арнольдо Майо — труба (2019 — наст. время)

Сессионные/концертные участники
1. Яна Блиндер — голос (2015 — наст. время) (эпизодическое участие)

### Бывшие участники
Вокалисты, гитаристы
1. Жанна Агузарова — вокал (1983—1988)
2. Анна Салмина — вокал (1986)
3. Татьяна Рузаева — вокал (1986)
4. Евгений Осин — вокал, гитара, перкуссия (1989—1990, умер в 2018)
5. Ирина Епифанова — вокал (1990)
6. Валерий Сюткин — вокал, гитара, перкуссия (1990—1995)

Бас-гитаристы
1. Андрей Конусов — бас-гитара (1983—1985)
2. Тимур Муртузаев — бас-гитара (1985—1988)
3. Сергей Лапин — бас-гитара (1988—1993, умер в 2023)
4. Дмитрий Гайдуков — бас-гитара (1993—1994)
5. Дмитрий Ашман — бас-гитара (1994—2011)

Другие
1. Сергей Рыженко — вокал, гитара, клавишные (1984)
2. Алексей Познахарев — клавишные (1985—1986)
3. Игорь Андреев — саксофон (1985—1986)
4. Фёдор Пономарёв — клавишные, саксофон (1985—1990)
5. Павел Марказьян — клавишные, ксилофон, перкуссия (1987—1988)
6. Алексей Еленский — труба, перкуссия (1988—1990)
7. Алексей Иванов — саксофон (1990—1994)
8. Сергей Бушкевич — труба (1990—1995)
9. Игорь Данилкин — ударные (1990—1994)
10. Денис Мажуков — клавишные, вокал (1993—1995)
11. Олег Кудрявцев — саксофон (2008—2019)
12. Александр Языков — баритон-саксофон, перкуссия (2011—2017)
13. Вадим Степанцов — вокал (в отдельных песнях, например, «Серенада 2000»)